# Dasineura tjanshanica
Dasineura tjanshanica är en tvåvingeart som beskrevs av Fedotova 2003. Dasineura tjanshanica ingår i släktet Dasineura och familjen gallmyggor. Inga underarter finns listade i Catalogue of Life.